# Chiococca alba
El timacle o bejuco de verraco (Chiococca alba) es una especie de planta medicinal perteneciente a la familia de las rubiáceas. Es originaria de las regiones tropicales y subtropicales de América.

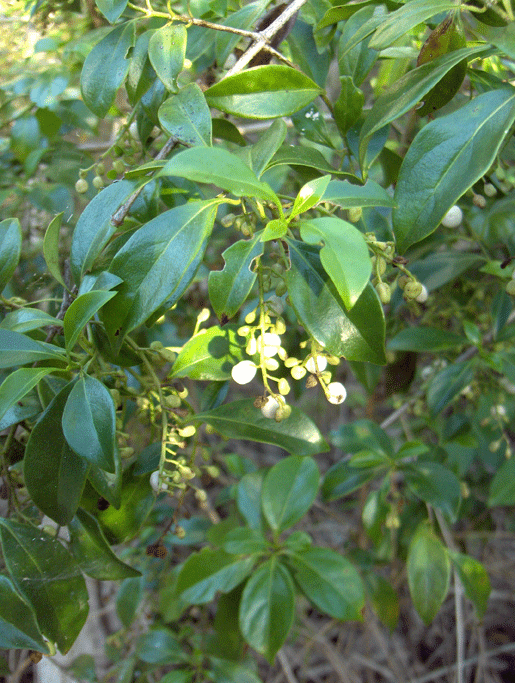
Detalle del fruto

## Descripción
Arbusto o arbolito, con ramas a menudo sarmentosas o trepadoras, glabras o algo pubérulas; estípulas de 1-2 mm, de base ancha, mucronadas o subulado-acuminadas; hojas muy variables, ovales u oval-aovadas, a veces lanceoladas, elípticas o redondo-ovales, 2,5-9 x 1-4,5 cm, comúnmente corto-acuminadas, mayormente cartáceas, glabras; inflorescencia racemosa o apanojada, pedunculada, ramas glabraso pubérulas, pedicelos de 1-5 mm; cáliz de 2-2,5 mm, lóbulos subuladoso deltoideos, aguditos; corola de 3,5-8 mm, lóbulos triangulares, obtusos o aguditos; fruto blanco, orbicular, de 4-8 mm, comprimido, glabro.

## Propiedades
Indicaciones: se usa como diurético, emético y expectorante. Se usa la raíz. La corteza se utiliza en la Amazonía para preparar específicos contra picaduras de serpiente. Al cortarse se ve en el leño una cruz y es conocida la planta como "Cipo Cruz".

## Taxonomía
Chiococca alba fue descrita por (L.) Hitchc. y publicado en Annual Report of the Missouri Botanical Garden 4: 94. 1893.
Etimología
Chiococca: nombre genérico que deriva del griego χιών (Chion), que significa "nieve" y κόκκος (Kokkos), que significa  "baya".
alba: epíteto latino que significa "blanco".
Sinonimia
- Anexo:Sinónimos de Chiococca alba[1]

## Nombres comúunes
Bejuco de verraco, cainca.